# Francisco Salvá

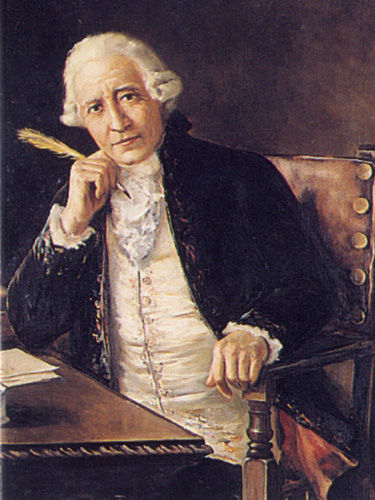
Francisco Salvá según retrato de José María Marqués pintado en 1900 con motivo del homenaje que le brindó la Real Academia de Medicina de Cataluña.

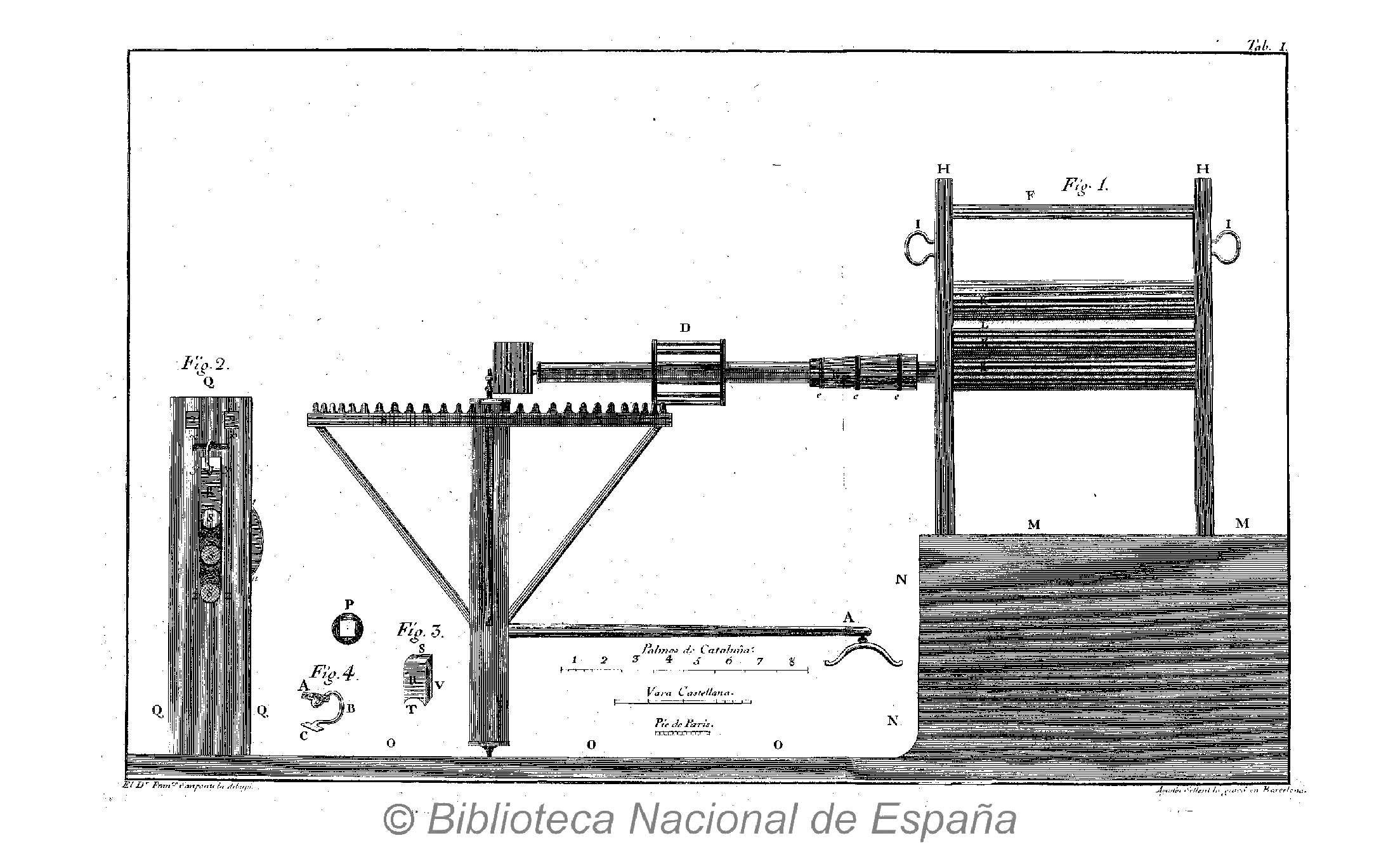
Máquina para agramar cáñamos y linos, grabado de Agustín Sellent sobre un dibujo de Francisco Santpons, ilustración de la Disertación sobre la explicación y uso de una nueva máquina para agramar cáñamos y linos inventada por los doctores en medicina Francisco Salvá y Campillo, y Francisco Sanponts y Roca, Madrid, en la Imprenta Real, 1784.

Francisco Salvá Campillo (Barcelona, 12 de julio de 1751-13 de febrero de 1828) fue un médico, físico y meteorólogo español, reconocido por ser uno de los precursores del telégrafo eléctrico.

## Biografía
Formado en Valencia, Huesca, Toulouse y Barcelona, ingresó en 1773 en la Academia de Medicina Práctica y en 1786 en la de Ciencias, las dos en Barcelona y creadas por la Junta de Comercio. Ganó dos premios y un accésit convocados por la Academia de Medicina de París los años 1787, 1789 y 1792, respectivamente. En cuanto a la medicina, cabe presentarlo como defensor de la inoculación y la vacunación contra la viruela.
Fue director de la cátedra de Medicina medicopráctica que se inauguró en Barcelona bajo responsabilidad de la Academia de Medicina barcelonesa. Salvá dejó testimonio de su paso por la dirección de la cátedra con la publicación de los Años Clínicos (1802-1806 y 1812). Como cabeza de médicos participó en aquel tiempo en el enfrentamiento con los cirujanos.
Más que como médico, Salvá es famoso como físico. En este trabajo se distingue en el campo de la electricidad. En 1795 leyó en la Real Academia de Ciencias y Artes de Barcelona una memoria titulada La electricidad aplicada a la telegrafía, en donde calificaba al telégrafo eléctrico como factible y efectivo. Acumula experiencia en este campo en su casa de la calle Petritxol, e hizo una demostración en Madrid, a la corte, en 1796. Francisco Salvá propone el establecimiento de una línea telegráfica entre Alicante y Palma de Mallorca, que no se lleva a cabo. A pesar de ello, Guillermo Marconi reconocería el valor de los descubrimientos del científico español. Pero el 1804 Salvá podría presentar oficialmente su telégrafo eléctrico, el primero de la historia, tal y como ha reconocido recientemente el Institut of Electrical and Electronic Engineers, gracias al profesor Antonio Pérez Yuste de la Universitad Politécnica de Madrid.
Al ser un gran aficionado al tiempo, en enero de 1780 Salvá inició sus anotaciones meteorológicas en Barcelona. Las observaciones las realizaba desde el número 11 de la calle Petritxol, donde nació. Los datos empezaron a publicarse en el Diario de Barcelona en su primer ejemplar, el 1 de octubre de 1792. La serie de datos de Salvà sería la primera de otros que vendrían después hasta la fecha. Una vez reunidos y organizados, forman la serie histórica más larga de temperaturas y precipitaciones de la península ibérica, y una de las más largas del mundo.
La curiosidad del científico va más allá participando en el despegue de globos aerostátis, los primeroo en Barcelonoo(1784) y en una propuesta para obtener oxígeno a partir de la descomposición del agua. También participa en el establecimiento del metro con unidad de medida. Esta curiosidad en ámbitos tan diversos hace considerarle, en el campo científico, el ilustrado por excelencia de Cataluña y uno de los más importantes del resto de España. Este espíritu al parecer le acompañaba siempre: hizo la donación de su propia biblioteca a las academias y hasta cedió su corazón, una vez muerto, para clases de medicina.
La Biblioteca de Reserva de la Universidad de Barcelona conserva más de veinticinco obras que formaron parte de la biblioteca personal de Salvá, y varios ejemplares de los exlibris que identificaron sus libros a lo largo de su vida.